# Togoré-Coumbé
Togoré-Coumbé, o anche Togueré-Coumbé, è un comune rurale del Mali facente parte del circondario di Ténenkou, nella regione di Mopti.